# Nantheuil
Nantheuil – miejscowość i gmina we Francji, w regionie Nowa Akwitania, w departamencie Dordogne.
Według danych na rok 1990 gminę zamieszkiwały 932 osoby, a gęstość zaludnienia wynosiła 55 osób/km² (wśród 2290 gmin Akwitanii Nantheuil plasuje się na 457. miejscu pod względem liczby ludności, natomiast pod względem powierzchni na miejscu 659.).